# Haplogroupe CT
En génétique humaine, l'haplogroupe CT  est un haplogroupe du chromosome Y, définissant une des lignées ancestrales majeures communes à l'humanité le long des lignées mâles de père en fils. 
Les hommes dans cet haplogroupe ont un chromosome Y avec la mutation SNP M168, accompagnée des mutations P9.1 et M294. Ces mutations sont présentes dans toutes les lignées mâles humaines excepté les A et B, qui sont tous deux presque exclusivement africains.

## Généralités
Le plus récent ancêtre patrilinéaire commun (en anglais MRCA ou Most Recent Common Ancestor) de tous les hommes  CT d'aujourd'hui est probablement plus ancien que la première migration de Homo sapiens hors d'Afrique (Out of Africa), migration à laquelle quelques-uns de ses descendants participèrent. Il aurait vécu en Afrique avant cette migration fortement supposée,,.
En conservant le concept de l'Adam Y-chromosomal (plus récent ancêtre patrilinéaire commun de tous les hommes vivants), CT-M168 est popularisé dans des articles comme le lignage de l'Adam Eurasien (plus récent ancêtre patrilinéaire commun à tous les non-Africains).
Aucun individu masculin n'a encore été découvert dans le paragroupe CT*, ce qui signifie que tous les hommes dans cet haplogroupe sont aussi définis comme étant dans une de ses branches majeures, les sous-clades. Tous les lignages connus survivants qui descendent de CT sont dans un des deux sous-clades  majeurs, l'haplogroupe CF et l'haplogroupe DE. Tous les deux semblent être apparus seulement quelques milliers d'années après le premier ancêtre commun de CT. 
À son tour, DE est divisé en un haplogroupe D très majoritairement asiatique (et marginalement africain) et un haplogroupe E distribué surtout en Afrique, tandis que CF est divisé en un haplogroupe C est-asiatique, nord-américain (marginalement sud-américain) et océanien et un haplogroupe F, qui est dominant dans la plupart des populations non-africaines.
L'haplogroupe CT est donc le lignage ancêtre commun à beaucoup d'hommes vivants aujourd'hui, incluant la plupart des Africains parmi lesquels l'haplogroupe E prédomine, et beaucoup de non-Africains, parmi lesquels l'haplogroupe F prédomine.

## Sous-clades
- Haplogroupe CF (P143)
  - Haplogroupe C (Y-ADN) (M130, M216) : en Asie, Océanie, et Amérique du Nord
    - Haplogroupe C1 (F3393)
      - Haplogroupe C1a (CTS11043)
        - Haplogroupe C1a1 (M8, M105, M131) : au Japon
        - Haplogroupe C1a2 (V20) : en Europe

      - Haplogroupe C1b (F1370)
        - Haplogroupe C1b (K281)
          - Haplogroupe C1b1a (B66/Z16458)
            - Haplogroupe C1b1a1, anciennement C5 (M356) : en Asie du Sud, Asie centrale, et Asie du Sud-Ouest

        - Haplogroupe C1b2 (B477/Z31885)
          - Haplogroupe C1b2a, anciennement C2 (M38) : en Indonésie, Nouvelle-Guinée, Mélanésie, Micronésie, et Polynésie
          - Haplogroupe C1b2b, anciennement C4 (M347) : chez les Aborigènes d'Australie

    - Haplogroupe C2, anciennement C3 (M217, P44) : à travers l'Eurasie et l'Amérique du Nord, mais surtout parmi les Mongols, Kazakhs, Tongouses, Paléo-sibériens et en Amérique du Nord, les peuples de langues na-dené

  - Haplogroupe F (Y-ADN) (M89, M213) : à travers l'Eurasie, l'Océanie, et Les Amériques
    - F1 (P91, P104)
    - F2 (M427, M428)
    - F3 (P96)
    - F4 (P254)
    - Haplogroupe G (Y-ADN) (M201, P257) : en Europe, Asie de l'Ouest, Asie centrale, Asie du Sud, et Afrique du Nord
    - Haplogroupe H (Y-ADN) (M69, M370) : en Asie du Sud, Asie centrale, Asie du Sud-Ouest
    - Haplogroupe IJK (Y-ADN) (L15/S137, L16/S138) : en Europe, Asie de l'Ouest, Afrique du Nord et Afrique de l'Est
      - Haplogroupe IJ (Y-ADN) (M429/P125) : en Europe,  Asie de l'Ouest, Afrique du Nord et Afrique de l'Est
        - Haplogroupe I (Y-ADN) (M170, M258, P19, P38, P212, U179) : en Europe
        - Haplogroupe J (Y-ADN) (12f2.1, M304) : en Europe, Asie de l'Ouest, Afrique du Nord et Afrique de l'Est

      - Haplogroupe K (Y-ADN) (M9) : partout en Eurasie, Afrique du Nord, Océanie, Afrique de l'Est, et les Amériques
        - Haplogroupe LT (Y-ADN) (L298/P326)    
          - Haplogroupe L (Y-ADN) (M11, M20, M22, M61, M185, M295) : sur le sous-continent indien
          - Haplogroupe T (Y-ADN) (M70, M184/USP9Y+3178, M193, M272   (anciennement K2)) :en Asie du Sud-Ouest, Asie du Sud, est et sud de l'Inde, Afrique du Nord (Égypte, Tunisie, Maroc), la Corne de l'Afrique (Somalie, Éthiopie), Cameroun (les Peuls), Europe du Sud (Péninsule Ibérique, Italie, Grèce et leurs iles)

        - Haplogroupe K(xLT) (M526)
          - Haplogroupe M (Y-ADN) (P256) : dans l'est de l'Indonésie, en Papouasie-Nouvelle-Guinée et Mélanésie
          - Haplogroupe NO (Y-ADN) (M214)
            - Haplogroupe N (Y-ADN) (M231) : en Europe de l'Est, Asie du Nord et Asie de l'Est
            - Haplogroupe O (Y-ADN) (M175) : en Océanie et Asie de l'Est

          - Haplogroupe P (Y-ADN) (92R7, M45, M74/N12, P27.1/P207)
            - Haplogroupe Q (Y-ADN) (M242) : dans les Amériques et l'Eurasie
            - Haplogroupe R (Y-ADN) (M207/UTY2, M306/S1) : dans toute l'Eurasie et dans des parties de l'Afrique

          - Haplogroupe S (YADN) (M230,P202, P204 (anciennement K5)) : dans l'est de l'Indonésie, en Papouasie-Nouvelle-Guinée et Mélanésie
- Haplogroupe DE (Y-ADN) (M1/YAP, M145/P205, M203/Page36, P144, P153, P165, P167, P183)
  - Haplogroupe D (Y-ADN) (M174) : au Tibet, Japon et aux iles Andaman
    - Haplogroupe D1 (M15)
    - Haplogroupe D2 (M55, M57, M64.1, M179, P37.1, P41.1 (M359.1), 12f2.2)
    - Haplogroupe D3 (P99)

  - Haplogroupe E (M40, M96) : en Afrique et régions voisines
    - Haplogroupe E1 (P147)
      - Haplogroupe E1a (anciennement E1) (M33, M132)
      - Haplogroupe E1b (P177)
        - Haplogroupe E1b1 (anciennement E3) (P2, DYS391p)
          - Haplogroupe E1b1a (anciennement E3a) (M2) : en Afrique de l'Ouest, Centrale, de l'Est et du Sud
          - Haplogroupe E1b1b (anciennement E3b) (M215) : en Afrique de l'Est (Éthiopiens, Somalis), Afrique du Nord (Berbères, Touaregs[7]), Moyen-Orient, Europe (surtout régions autour de la Mer Mediterranée)

    - Haplogroupe E2 (M75)